# Водно (гора)
Водно (мак. Водно) — гора в Північній Македонії, що знаходиться на околиці міста Скоп'є. Найвищою вершиною є пік Крстовар (1066 м), де було встановлено великий хрест, що має назву «Міленіумський хрест».
На вершині одного з хребтів гори лежать руїни фортеці Маркови Кулі.